# 第60独立近卫摩托化步兵突击营
第60独立近卫摩托化步兵突击营（俄語：60-й отдельный гвардейский мотострелковый батальон，全称：以米哈伊尔·S·托尔斯特赫上校命名的“索马里”独立近卫摩托化步兵突击营，简称索马里营）是俄罗斯联邦陆军的一个战术部队，番号为军事单位42896。直到2023年1月1日，该营一直是自称顿涅茨克人民共和国人民民兵的一部分。目前隶属于俄罗斯武装力量第51集团军的南方战术集群。

## 历史[2]
该营最初于2014年夏季在乌克兰伊洛瓦伊斯克市组建，当时名为“索马里”独立连。“索马里”这个名字源于伊洛瓦伊斯克战役期间。当时，由伊洛瓦伊斯克本地人米哈伊尔·托尔斯特赫（呼号“Гиви 吉维”）领导的一支民兵小队，因其成员肤色黝黑、穿着随意，以及战斗风格彪悍、不拘一格，被友军戏称为“索马里海盗”或“索马里人”。这个略带讽刺的绰号，后来被吉维的战友斯巴达营指挥官阿尔森·巴甫洛夫（呼号摩托罗拉）多次提及并最终固定下来。据说，在民兵俚语中，“索马里人”也指那些可能“犯傻”向友军方向射击的人，这反映了伊洛瓦伊斯克民兵长期孤军奋战、对外界普遍持警惕态度的特点。

## 编制调整[3][4]
- 2014年秋季，在顿涅茨克民兵总部成立及顿涅茨克人民共和国人民民兵成立后，该武装已发展到500人，并获得了突击营的地位该连队扩编为营级规模，并组建为第一独立营战术群“索马里”。
- 2014年秋季至2015年冬季，该营战术群直接参与了顿涅茨克机场争夺战，并在其中发挥了关键作用，一战成名。
- 2015年初，该群重组为“索马里”独立机械化营。
- 2015年春季，又更名为第一独立伊洛瓦伊斯克坦克营（部队番号08809）。
- 2015年9月，在一次重组中，该部队最终被改编为独立摩托化步兵（突击）营（部队番号08828）。

- 2016年2月12日，根据顿涅茨克人民共和国领导人第24号法令，该营被授予“近卫”荣誉称号。在指挥官吉维上校（米哈伊尔·托尔斯特赫）遭遇乌克兰特种部队暗杀后，该营正式成为“米哈伊尔·S·托尔斯特赫上校命名的‘索马里’独立近卫摩托化步兵突击营”。
- 2023年初，“索马里”独立营与顿涅茨克第一军一起划归俄罗斯国防部指挥，成为俄罗斯武装力量南部军区第8合成集团军的一部分。
- 2024年，“索马里”营并入新的顿涅茨克第51合成集团军。

## 战斗经历
在顿涅茨克机场战事平息后，“索马里”营被调往顿涅茨克人民共和国南部边境执行防御任务，也曾参与马尔因卡的战斗。
阿夫迪夫卡保卫战：当乌克兰武装部队试图突破阿夫迪夫卡附近的防线，直接威胁顿涅茨克首府时，“索马里”营被迅速调往该地与乌克兰军队激战。
俄乌战争爆发后，即便“索马里”营在最初一周里并未意识到俄罗斯军队已经全面介入，他们依然在尼古拉耶夫卡地区与乌克兰武装部队进行了激烈的战斗，并参与了对马里乌波尔的攻势。 

## 成员构成[6][7]
在2014年顿巴斯冲突初期，顿涅茨克人民共和国军队尚处于草创阶段，缺乏明确的结构和职责划分。“索马里”营便是当时众多自发民兵武装的之一，人员由矿工和冶金工人组成，以其无畏的战斗风格而闻名。
由于缺乏统一的制服标准，早期“索马里”营的成员穿着各异。他们往往身着汗衫，甚至短裤，沾满了油污，手持缴获的松散冲锋枪，呼喊着冲入战场，场面令人生畏，甚至让友军都感到敬畏。
多元化的志愿者：在顿涅茨克机场的战斗让“索马里”营声名鹊起后，吸引了来自俄罗斯、乌克兰其他地区乃至中亚共和国、克里米亚甚至波罗的海国家的志愿者加入。
该营中服役的女性比例较高。虽然大多数在后方基地工作，负责巡逻和执勤，但也有部分女性直接参与前线战斗。

## 文化
- «在深渊的边缘（У края бездны）»，2024年由俄罗斯导演马克西姆·法捷耶夫拍摄的迷你剧，剧情主要讲述2022年3月索马里营作为主力部队的一部分参与马里乌波尔战役。[8][9]